# Васил Стоянов
Вижте пояснителната страница за други личности с името Васил Стоянов.
Васил Димитров Стоянов е български филолог и просветител, един от инициаторите за създаването на Българското книжовно дружество.

## Биография
Васил Стоянов е роден на 20 юни 1839 година стар стил в Жеравна. От 1849 до 1858 г. учи в Преславо-шуменската гимназия с главен учител Сава Доброплодни, последните две години от които е помощник-учител заедно със своя съученик и приятел Васил Друмев.
През 1856 година е сред основателите на читалището в града и участва в първото поставяне на пиесата „Михал Мишкоед“ от Сава Доброплодни. През 1858 година заминава да учи в гимназията в Прага. През 1862 година прекъсва обучението си, за да участва в Първата българска легия в Белград, след разпускането на която се връща в Чехия. Там следва славянска филология (1864 – 1866) и право (1866 – 1868).
През 1868 година Васил Стоянов заминава за Браила, където през 1869 година основава заедно с Марин Дринов, Васил Друмев и други Българското книжовно дружество (БКД), на което става деловодител. От 1873 до 1879 преподава български език в Болград. След Освобождението Васил Стоянов заема различни държавни постове - областен управител на Варненска област (тогава - губерния) (1880 – 1882), оглавява БКД (1882 – 1884), директор е на Народната библиотека (1883 – 1894).

## Памет
На Васил Стоянов е наречена улица в квартал „Красна поляна 2“ в София (Карта).
Личният му архив се съхранява във фонд 2081К в Централен държавен архив. Той се състои от 105 архивни единици от периода 1856 – 1903 г.